# ダイナミックサッカー
ダイナミックサッカーは、1992年4月から1994年9月28日までの間、テレビ東京で全128回が放送されたサッカー番組である。司会は久保田光彦。加藤久、井原正巳等、当時現役の選手がゲスト解説を務めることもあった。
初期は毎週月曜日(その後は金曜日)の深夜0時30からの1時間の放送枠、1994年4月からは毎週金曜日の0時45分から1時間半の枠で放送されていた。1時間枠時には三菱ダイヤモンド・サッカー同様、1試合を2週に分けて放送、もしくは約45分のダイジェストで放送した。
総集編などを除き、試合の放送がメインで、欧州主要カップ戦の決勝、日本代表戦、UEFA EURO '92、1994 FIFAワールドカップ・予選、プレミアリーグ、プリメーラ・ディビシオン、ブンデスリーガなどが放送された。

## ゲスト解説者
- 奥寺康彦 : 放送開始から約1年間はレギュラー解説者を務めていた。
- 金田喜稔
- 清雲栄純
- セルジオ越後
- 富樫洋一
- 前田秀樹

## 放送カード
- 1991-92 : チャンピオンズカップ決勝 FCバルセロナ VS UCサンプドリア
- 1992 : UEFA EURO '92
- 1992 : ベルルスコーニカップ ACミラン vs インテル
- 1992 : スーペルコッパ・イタリアーナ ACミラン vs パルマ
- 1992-93 : ブンデスリーガ第14節 レバークーゼン vs FCバイエルン・ミュンヘン
- 1992 : ダイナスティカップ決勝 日本 vs 韓国
- 1993 : 親善試合 日本 vs ユヴェントス
- 1993 : 親善試合 日本 vs インテル
- 1993 : 親善試合 日本 vs レッチェ
- 1993 : コパ・リベルタドーレス決勝 サンパウロFC vs ウニベルシダ・カトリカ
- 1993 : 1994 FIFAワールドカップ・南米予選 ウルグアイvs ブラジル
- 1993 : 1994 FIFAワールドカップ・ヨーロッパ予選 イタリア vs ポルトガル
- 1993 : 1994 FIFAワールドカップ・ヨーロッパ予選 フランス vs ブルガリア
- 1993 : 1994 FIFAワールドカップ・予選大陸間プレーオフ アルゼンチン vs オーストラリア
- 1993 UEFAスーパーカップ ACミラン vs パルマ、パルマ vs ACミラン
- 1993-94 : ディヴィジオン・アン第23節 パリサンジェルマン vs マルセイユ
- 1993-94 : ブンデスリーガ第27節 ハンブルガーSV vs FCバイエルン・ミュンヘン
- 1993-94 : プリメーラ・ディビシオン第18節 FCバルセロナ vs レアルマドリード
- 1993-94 : プリメーラ・ディビシオン第38節 FCバルセロナ vs セヴィージャFC
- 1993-94 : プレミアリーグ 第39節 マンチェスター・U vs マンチェスター・C
- 1993-94 : カップウィナーズカップ決勝 アーセナル vs パルマ
- 1993-94 : チャンピオンズリーグ決勝 FCバルセロナ vs ACミラン
- 1994 : 親善試合 ドイツ vs イタリア
- 1994-95 : ブンデスリーガ第1節 FCバイエルン・ミュンヘン vs VfLボーフム
- 1994 : UEFA EURO '96予選 スロベニア vs イタリア

など

## 使用曲
- 挿入歌 : 土井晴人 「WAKE UP！」(1992年12月-1993年3月)[3]
- エンディング・テーマ : BLOW 「熱愛」（1994年)[4]

## 関連ページ
- 三菱ダイヤモンド・サッカー